# Georges Dumézil

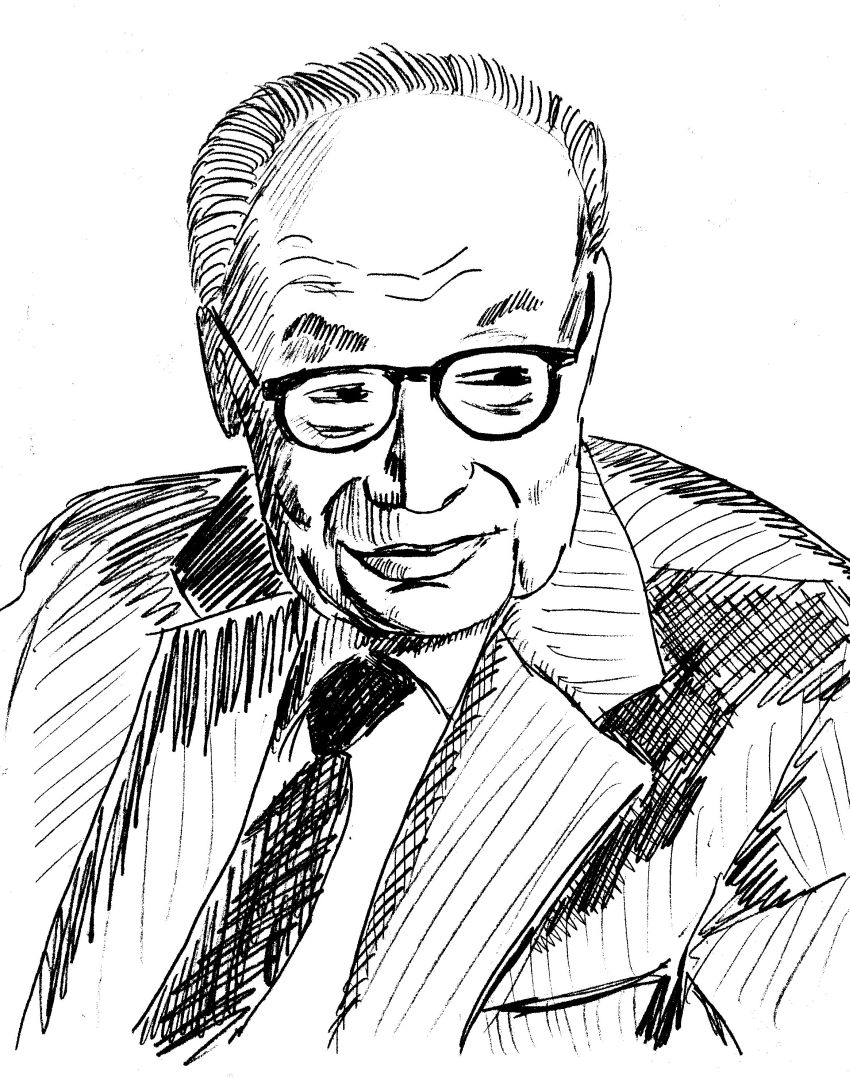
Georges Dumézil

Georges Dumézil (Parijs, 4 maart 1898 - aldaar, 11 oktober 1986) was een Franse linguïst, mytholoog en godsdienstwetenschapper. Hij werkte als hoogleraar aan de Universiteit van Istanboel en de École pratique des hautes études. Het grootste deel van zijn leven deed hij onderzoek naar de Indo-Europese samenleving. Volgens Dumézil was Anatolië de bakermat van deze beschaving, die zich dan over een groot deel van Europa en Azië uitstrekte. Latere onderzoekers, zoals Marija Gimbutas, legden de Indo-Europese oorsprong echter in Zuid-Rusland.
Dumézil ontwikkelde een theorie, de Indo-Europese godentrias, die de maatschappij van de vroegste volkeren en hun godenverering uit probeerde te leggen. Hij kreeg hierdoor wereldfaam en zijn werk was van grote invloed op het gebied van vergelijkende mythologie en Indo-Europese studies.

## Jeugd
Georges Dumézil groeide op in Parijs, als zoon van Jean Anatole Dumézil en Marguerite Dutier. Zijn vader was generaal in het Franse leger. Van kinds af aan was hij dol op verhalen. Als achtjarige kon Georges al Duits lezen en droomde weg in de wereld van de Argonauten en Heracles. Als twaalfjarige las hij over de heldendaden van Aeneas in de Franse vertaling, verdiepte zich in de Griekse en Duitse mythologie en wist de hand te leggen op een Arabische woordenlijst. Al vroeg ontdekte hij in zichzelf een grote passie voor het doorgronden van de grammatica.
Hij kreeg zijn opleiding aan elitelycea in Parijs, waar hij binnen korte tijd het Oudgrieks en Latijn meester was. De taalkundige Michel Bréal was van grote invloed op hem. Hij gaf hem op vijftienjarige leeftijd een woordenboek Sanskriet en stimuleerde Dumézil om deze taal te gaan studeren. Bréals kleinzoon werd tevens op het Lycée Louis-le-Grand goed bevriend met Dumézil. Als leerling aan het Lycée Louis-le-Grand las hij de werken van de Franse comparatist Antoine Meillet. Die bracht hem in aanraking met de Iraanse talen en Indo-Europese linguïstiek, waarbij Dumézil meer geïnteresseerd was in mythologie dan in de linguïstiek zelf. 
In 1916 slaagde hij voor het ingangsexamen van het École normale supérieure en schreef hij zich in, maar kreeg een oproep om dienst te nemen in het leger en werd in 1917 gemobiliseerd. Tijdens de Eerste Wereldoorlog vocht hij als artillerie-officier aan het front. Vanwege zijn inzet ontving hij het Croix de Guerre. Pas een jaar na de oorlog keerde hij terug naar het ENS.

## Loopbaan

### Begin carrière
Na de oorlog gaf Georges Dumézil, in 1920, enkele maanden les in Beauvais. In 1921 doceerde hij Frans aan de Universiteit van Warschau en ging tegelijkertijd door met zijn onderzoek naar literatuur in het Sanskriet. Hij zag sterke gelijkenissen met het werk van de Romeinse dichter Ovidius en kwam tot de conclusie dat beide talen (Sanskriet en Latijn) geworteld waren in een gemeenschappelijke Indo-Europese erfenis.
Toen hij nog  gelegerd was aan het oorlogsfront en een nacht de slaap niet kon vatten, stond  hij op om nog wat gedachten op te schrijven, voor het geval dat hij de volgende dag zou sneuvelen.
Bij de bestudering van oude beschavingen heb je aan de ene kant vergelijkende grammatica en anderzijds vergelijkende mythologie. De linguïstiek is gericht op de feiten en volgde de ontwikkelingen van de taal als een rechte lijn in de tijd. De vergelijkende mythologie is naar mijn mening lichtzinnig, anekdotisch en oppervlakkig; verzinsels van de linguïsten over het verre verleden, maar met de werkelijkheid heeft het waarschijnlijk niets te maken.
In 1922 keerde hij terug naar Frankrijk om zijn onderzoek in de geschiedenis van religies en vergelijkende mythologie aan te vatten. In 1924 behaalde Georges Dumézil zijn PhD in vergelijkende godsdienstwetenschappen met het proefschrift Le festin d’immortalité (Het feest van de onsterfelijkheid). Hij beschreef hierin het gebruik van gewijde drank bij rituelen in de Indo-Iraanse, Germaanse en Slavische godsdienst.
Van 1925 tot 1931 werkte Dumézil als hoogleraar Godsdienstwetenschappen aan de Universiteit van Istanbul.  Mustafa Kemal Atatürk had vernomen dat er in Frankrijk een strikte scheiding was (in het onderwijs) tussen kerk en staat : het z.g. laïcisme. Atatürk wilde dit systeem ook gebruiken om de macht van zijn moslimlandgenoten in te perken. Dumézil stichtte een faculteit, waar, als enige ter wereld, volledige vrijheid heerste om welke religie dan ook te bestuderen. Op vraag van de decaan van de Letterenfaculteit, nodigde Dumézil zijn leermeester en landgenoot Meillet uit om een gastcollege te komen geven aan de universiteit in Istanbul
Hij maakte zich het Armeens en het Ossetisch eigen en een aantal andere, niet-Indo-Europese talen die in de Kaukasus gesproken werden, zoals Oubykhs, Circassisch en Abchazish. Zo was hij in staat om de Nart-sagen te bestuderen. Deze vertellingen zijn voor de Kaukasus even belangrijk als de Griekse mythologie voor het Westen. Tweeënnegentig verhalen over de Narts met paarden en tovenaars, waardoor de oude cultuur  van volkeren, die bijna waren uitgestorven, bleef voortbestaan.
Hij zag parallellen tussen de Griekse en Indo-Iraanse geesteswereld. Zo hadden de Grieken afbeeldingen van personen, met het lichaam van een paard en het hoofd van een mens. De oude Indiërs verbeelden het wezen andersom: het lichaam van een mens, het hoofd van een paard of een ander dier. De Grieken noemde de figuur een centaur en de Indiërs een Gandharva. Hij schreef er een boek over, Le problème des centaures (1929), maar twijfelde achteraf, of hij wel op het goede spoor zat.
In 1930 publiceerde hij La préhistoire indo-iranienne des castes. Bestudering van teksten in het Avestisch, Perzisch, Grieks, Ossetisch en Arabisch leidde hem tot de conclusie dat er al in het Indo-Iraanse gebied een kastenstelsel bestond, ver voor de tijd dat dit systeem zich door migratie tot in Zuid-Azië verspreid had.
Van 1931 tot 1933 werkte Dumézil als lector Frans aan de Universiteit van Uppsala samen met Otto Höfler, die onderzoek had verricht naar Germaanse groepen krijgers, ook wel bekend als de Comitatus. Hij verdiepte zich in het Zweeds en in de Scandinavische mythologie.
Eind jaren dertig verdiepte Dumézil zich in de Germaanse godenverering. Hij borduurde verder op het werk van  Jan de Vries, die onder meer het standaardwerk De Germaansche Oudheid op zijn naam had staan. Dumézil kwam tot de ontdekking dat de vroeg-Germaanse samenleving op dezelfde sociale leest was geschoeid als de vroege Indo-Iraanse maatschappij. Hij vatte zijn bevindingen samen in het boek Mythes et dieux des Germains (1939).
Dumézil keerde in 1933 naar Frankrijk terug en kreeg een aanstelling bij de EPHE. Van 1935 tot 1968 was hij hoofd van de faculteit Vergelijkende Godsdienstwetenschappen. Naast lessen te nemen bij Marcel Mauss, woonde hij tevens colleges bij van de sinoloog Marcel Granet, wiens methodiek van godsdienstonderzoek Dumézil sterk inspireerde. Hij leerde Chinees en kon daardoor de Chinese mythologie doorgronden. Zijn faam als onderzoeker was hem vooruitgesneld, want toen Dumézil een keer bij Granet thuis kwam, verklaarde deze: "Ik had u al tien jaar geleden verwacht!
In 1934 schreef hij het boek Ouranos-Varuna over gelijkenissen tussen de Griekse mythologie (de god Uranus) en de Vedische tijd (de godheid Varuna). In Flamen-Brahman vergelijkt hij de rol van de Romeinse priester Flamen met die van Brahma in het oude India. 
Na zoveel jaren taalkundig onderzoek verlegde Dumézil zijn koers. Er was een denkrichting die hem meer aansprak. De socioloog Marcel Mauss was zijn voorbeeld, want hij had onderzoek gedaan naar de sociale werkelijkheid in de vroegste tijden. De organisatie van de (antieke) samenlevingen met de verschillende klassen en hiërarchie en hoe deze terug te zien was in de mythologie.

### Na de Tweede Wereldoorlog
Na de Tweede Wereldoorlog vervolgde Dumézil zijn vergelijkende studie naar Vedische, Romeinse en Noordse mythologie. De godenwereld in het Iraanse taalgebied en Griekenland speelden een minder belangrijke rol in zijn werk. Op de EPHE werkte hij nauw samen met Claude Lévi-Strauss en Mircea Eliade. Ze werden beschouwd als de meest invloedrijke cultureel antropologen aller tijden. In 1948 besloot het Collège de France tot de oprichting van een nieuwe studierichting: Indo-Europese geschiedenis.
Eind jaren veertig schreef Dumézil nog een boek over de Indo-Europese invloed op het oude Rome L'héritage indo-europeen a Rome. Maar zijn twijfel over de universele theorieën van Durkheim en Lévi-Strauss groeide. Zij betoogden namelijk dat de godenwereld er overal ter aarde in grote lijnen hetzelfde uitzag. Dumézil had echter een aantal talen en mythologie van inheemse volkeren in Noord- en Zuid-Amerika bestudeerd en geconstateerd dat de drie-goden-eenheid bij deze stammen helemaal niet voorkwam. In 1955 bracht doceerde Dumézil een aantal maanden aan de Universiteit van Lima en bestudeerde de taal en godenleer van het Quecha. In 1958 verscheen van zijn hand L'idéologie tripartie des indo-européens, dat beschouwd wordt als de beste introductie van de ideeënleer van Dumézil. In 1975 trad hij toe tot de Académie française, op voordracht van Lévi-Strauss, die hem als volgt omschreef:
Georges Dumézil is een persoon, die een meer dan encyclopedische kennis bezit en terreinen verkent, die ver uit elkaar liggen. Hij brengt ons bij een wereld die we voorheen nog niet kenden.
Ook na zijn pensionering ging Dumézil verder met zijn talenstudie. Hij  zou meer dan 40 talen leren en heeft zelfs het Oebychs voor uitsterven behoed. Dankzij de inspanningen van Dumézil is er een hernieuwde belangstelling voor Indo-Europese studies, met name in de Verenigde Staten.Op latere leeftijd werd Dumezil een bekende persoonlijkheid in het openbare debat.
Dumézil stierf op de 11 oktober 1986 aan een hersenbloeding. Gedurende zijn leven schreef hij meer dan vijfenzeventig boeken en honderden wetenschappelijke artikelen. Hij had bewust afgezien van het schrijven van zijn memoires, omdat hij van mening was dat zijn wetenschappelijk werk zijn erfenis vormde.

## Indo-Europese studies
In het vergelijkend onderzoek van mythologische en religieuze thema’s in de oude Indo-Europese beschavingen bekleedt George Dumézil een belangrijke plaats: hij zocht naar functionele invarianten die als structuurkenmerken optreden en oversteeg hiermee het 19de-eeuwse comparatisme dat vooral steunde op formele gegevens (overeenkomsten tussen eigennamen, tussen verhalen, …). Dumézil benadrukte in zijn onderzoek het belang van de sociale structuren en voegde op die manier een antropologische dimensie toe aan de Indo-Europese taalkunde.

### Comparatieve methode
In zijn naar eigen zeggen ‘experimentele’ methode, gevoed door zijn brede kennis van culturen, zette Dumézil een erg omvattend en tegelijk ook gedetailleerd project op. Hij detecteerde transformatieprocessen van ideologie naar mythen enerzijds, en van mythen naar literaire vormen anderzijds. Door de vergelijking van de verschillende transformatieprocessen probeerde Dumézil een geschiedenis op te bouwen en linken te leggen tussen de culturen. Hij probeerde dus niet de geschiedenis als basis te nemen, maar vanuit de gevonden concordanties een geschiedenis op te bouwen.
De vergelijkende feiten in Dumézils onderzoek hebben nooit betrekking op geïsoleerde elementen: het gaat om gehelen en reeksen, om structuren, functies/rollen en verbanden tussen handelingen/attributen. De mogelijke gelijkenissen tussen verschillende culturen mogen volgens Dumézil niet automatisch worden herleid tot dezelfde stam. Indo-Europese bewegingen of evoluties distantieerde zich vaak van elkaar in zowel tijd als plaats. Alhoewel hij zelf ook aan reconstructie deed, waarschuwde hij met dit feit voor veralgemeningen. Zo kunnen elementen gelijkenissen vertonen, maar het kan slechts gaan om een parallelle evolutie en geen gezamenlijke geschiedenis.
Gelijkenissen mogen dus niet automatisch in dezelfde categorie geplaatst worden, maar moeten er net differentiatiewetten worden opgesteld volgens reeksen en verzamelingen. De invariant die volgens die methode ontdekt wordt vormt dan de transformatieregel die het mogelijk maakt om van de ene verzameling naar de andere over te gaan. Die onderlinge relaties zag Dumézil echter in verschillende culturen rechtlijnig terugkomen. Daarop baseerde hij later zijn theorie van de trifunctionaliteit van de oud-Indo-Europese cultuur.
Voor Dumézil begon alle kennis vanuit vergelijking. Die vergelijkende basis was zowel toepasbaar voor hem als taalkundige als mytholoog. Hij was niet actief als Indo-Europees comparatief linguïst, maar hij had wel de nodige taalkundige basis. Als taalkundige was hij echter enkel bezig met de Kaukasische talen. Als mytholoog ging hij breder. Hij ging uit van het principe dat een gedeelde Indo-Europese oorsprong van een woord niet automatisch verwijst naar eenzelfde prehistorisch concept. Hetzelfde gaat op bij het bestuderen van mythen.
Zijn sociologische visie op taalkunde werd aangesterkt door de invloed van Meillet en Mauss: zo suggereerde hij dat woorden enkel verklaard kunnen worden door de specifieke rol en plaats die ze innemen in hun cultuur. De etymologie is zonder historisch perfectief niet in staat om betekenis te geven aan woorden. Ze dienen elk in hun eigen temporele evolutie geplaats te worden.
Indo-Europese echter mythen zijn slechts een deel van religie, samen met rituelen, theologie, hagiografie en priesterlijke organisatie. Al deze elementen worden geleid en verenigd door een dieper concept dat de auteur als "ideologie" beschouwt. De ideologie van Dumézil omvat ideologieën over de wereld, inclusief legendes over oorsprong en maatschappijmodellen. Mythen hebben de functie om de samenlevingsideologie dramatisch uit te drukken: de structuur en evenwichten van de samenleving zelf, zoals klassen of kasten, maar ook erkende waarden en generatie-overstijgende idealen.
Vergelijking onthult ideologieën en sociologische waarden, niet specifiek prehistorische gebeurtenissen. Sociale feiten moeten worden begrepen als een complex web van relaties en mogen niet worden verward met de onderliggende ideologie. Dumézil verwerpt een causaal reductionisme: hij benadruk de historische dimensie van het mythologisch comparatisme. Het zijn niet de sociale omstandigheden, maar de ideologie die de mythen creëren. Sociale feiten worden veroorzaakt door de geschiedenis en specifieke plaats, zoals taal. Door hun differentieel karakter kunnen elementen van een mythe gewijzigd worden zonder dat de onderliggende structuren verdwijnen.
Door integratie van elementen van andere oorsprong kan er een transformatie van de oorspronkelijke structuur plaatsvinden. Die differentiële structuur noemt Dumézil ideologisch veld, namelijk de waarden van de beschaving, die onbewust gewijzigd kunnen worden. Hoewel Dumézil een typologische vergelijking aanvaardt, wijst hij erop dat zijn methode gericht is op het bestuderen van de sociale orde en hiërarchieën in verschillende culturen. Door de vergelijkende methode toe te passen op de studie van Indo-Europese mythologie heeft Dumézil de denkstructuren binnen dit domein blootgelegd en heeft hij de samenhang tussen taal, beschaving en mythologie benadrukt. 

### Structuralisme
George Dumézil wordt vaak voorgesteld als structuralistisch denker, maar zelf gebruikte hij eerder de term “systeem”, zonder hieraan een dwingend karakter te geven. Dumézils werken zijn gericht op het blootleggen van structuren in Indo-Europese mythen, met een bijzondere focus op sociale functies en classificatie in mythologie.
Hij heeft echter steeds het idee van een allesomvattende doctrine verworpen die resultaten zou postuleren zonder grondige analyse van feiten en teksten. Rond 1973 wees hij het structuralisme als algemeen model definitief af, door de ‘Franse intellectuele mode’ van het ontmenselijkte structuralisme. Ook in zijn eigen tijd differentieerde Dumézil zich van enkele structuralistische denkers, zo ook zijn collega en vriend Claude Lévi-Strauss, die volgens hem te weinig oog had voor historische differentiatie en te veel de nadruk legde op universaliteit. Zijn aanpak focuste op onbewuste psychische regels voor de mensheid. Dumézils structuralisme was unitaristisch, met de nadruk op verschil tussen sociale en ideologische logica.

## De Indo-Europese godentrias
Georges Dumézil  lanceerde in 1938 een nieuwe theorie: de Indo-Europese godentrias in zijn werk Jupiter Mars Quirinus. Dumézil paste het Durkheimiaanse concept van “collectieve representaties”, die het individu overstijgen, toe op vroege Indo-Europese samenlevingen in India en Europa.
Volgens Dumézil bestond er van oudsher een vastgelegde driedeling in de hiërarchie: 1) priesters (sacrale en soevereine klasse), 2) krijgers (oorlogsvoering) en 3) ambachtslieden (klasse van productie en reproductie). De priesters bezaten de macht over zowel de geestelijke als de juridische wereld, de krijgers hadden als taak om de orde te handhaven en de ambachtslieden dienden zorg te dragen voor de gezondheid, vruchtbaarheid en welvaart. Dit idee zag Dumézil terug in de mythologie en de heldensagen bij alle volkeren. Deze formulering van Dumézil betekende een revolutie in het onderzoek naar oude beschavingen. In de Noordse mythologie waren deze rollen toebedeeld aan de goden Odin, Thor en Freya, en in de Vedische mythologie Varuna, Mitra en Indra. 

### Romeinen
Na een grondige analyse van de eerste boeken van Livius over de legendarische vroege geschiedenis van de stad, zag hij in de drie vroegste koningen van Rome - Romulus, Numa en de strijdlustige Tullus Hostilius - de vertegenwoordigers van respectievelijk de goden van gezamenlijke soevereiniteit (Romulus als Varuna en Numa als Mitra), evenals die van de tweede functie (Tullus Hostilius als Indra). De derde functie is minder duidelijk, maar Dumézil suggereert dat deze werd belichaamd door de Sabijnen, die traditioneel werden beschouwd als aanhangers van weelde, rust en genot, wat echter minder overeenkomt met het idee van de ‘producerende’ klasse. Dumézil herkent in de legendarische Sabijnse Oorlog een weergave van een onbenoemd Indo-Europees mythisch thema: een conflict tussen vertegenwoordigers van de eerste twee functies en die van de derde functie, waarbij de laatste verslagen worden en zo binnen het sociale systeem worden opgenomen. Op die manier zou hij kunnen verklaren waarom de beoefenaars van de derde functie een bescheiden positie innamen in de Indo-Europese samenleving; zij werden als laatsten in de mythe opgenomen. Het trifunctionaliteitsprincipe kan dus slechts met de nodige aanpassingen worden gebruikt het werk Jupiter Mars Quirinus.
Op het vlak van het Romeinse pantheon, ziet Dumézil eveneens een uitdrukking van het drievoudige systeem. Binnen de zogenaamde 'pre-Capitolijnse' of archaïsche triade - bestaande uit Jupiter, Mars en Quirinus - herkent hij respectievelijk het magisch-religieuze deel van de eerste functie, de tweede functie en een deel van de derde functie. Verder haalde Dumézil de Romeinse priesterlijke klasse van de Flamines aan. Die verzorgde de vlammen in voor bepaalde godheden. De grootste vlammen waren die van Jupiter, Mars en Quirinus, wat wederom stand zou kunnen houden met de 3 (oer-)godheden die de 3 functies vertegenwoordigen. Hij brengt ook deze klasse in verband met de Iraanse Brahmanklasse, die volgens hem enkele culturele gelijkenissen vertonen, inzake gemeenschappelijke sets van taboes en patronen van rituele reinheid. Bijvoorbeeld, noch de Flamen dialis, noch een brahmaan kon zich volledig uitkleden, naar een paard kijken of fysieke gevechten aangaan.

### Germaans, Keltisch en Scandinavisch
Een gelijkaardige godenverdeling zag hij binnen de Germaans-sprekende volkeren, met name de Scandinaviërs. In zijn werk ‘Les dieux des Germains’ en elders tracht Dumézil aan te tonen dat de Noorse goden Othinn en Tyr respectievelijk de magisch-religieuze en juridische aspecten van de soevereiniteit vertegenwoordigen, terwijl Thor, de krijger, overeenkomt met Mars en Indra en een figuur van de tweede functie is. De tweelinggoden Freyr en Njördr worden gezien als vertegenwoordigers van de derde functie, wat zowel overeenkomt met Quirinus en Ops als met de Ashvins. Tevens benoemt Dumézil de aanwezigheid van een derde vrouwelijke figuur, de godin Freyja, die hij verbindt met Sarasvati en Anähitä. 
Dumézil betoogde dat het eerder genoemde thema van een conflict tussen de vertegenwoordigers van de eerste twee functies en die van de derde, tot uiting komt in het mythische conflict tussen de Aesir, de dominerende groep goden waartoe Othinn, Tyr en Thor behoren, en de Vanir, waartoe Freyr, Njördr en Freyja behoren. Net als bij de Sabijnen worden de Vanir, die de derde functie vertegenwoordigen, verslagen en zo geïntegreerd in het pantheon. Opnieuw vinden we hier een verklaring voor de bescheiden positie van de Indo-Europese landbouwer, ditmaal in Scandinavië: hun goden, de Vanir, die voornamelijk aards van aard zijn en dus van groot belang voor hen die het land bewerken, worden als laatsten opgenomen in het godenrijk.
Dumézil duidde echter zelf op moeilijkheden bij de toepassing van het trifunctionaliteitsprincipe. Zo is het Keltische materiaal minder duidelijk en ontdekte verbanden lijken er minder zeker. Er bestaat zo bijvoorbeeld geen zekerheid over de Ierse, Lethonische of Gallische pantheons. Ook moet vermeld dat die onzekerheid grotendeels te danken is aan de interpretatio romana. Keltische bronnen zijn door de Romeinse overheerser zo goed als volledig vernietigd. Romeinse geschiedschrijving over de Kelten was daarnaast gebaseerd was op politieke opportuniteit. Een Keltisch element dat hij wel duidelijk achtte, was de klasse van de Keltische Druïden, die hij vergeleek met de Brahman-achtige priesterklasse, respectievelijk de magiërs (of Magavans).

### Grieken
In de Griekse mythologie zijn slechts enkele sporen van een drievoudig systeem te vinden, maar het pantheon is minder duidelijk gedefinieerd. Zeus vertoont kenmerken van zowel de eerste als de tweede functie, waarbij hij zowel magische spreuken als fysieke kracht gebruikt om zijn doelen te bereiken en tegelijkertijd de universele orde en heiligheid van eden en contracten handhaaft. Een bekend voorbeeld van mythologische driedeling in de Griekse mythologie is het vonnis dat de Trojaanse prins Paris velt, waarbij hij moet kiezen tussen de godinnen Hera, Athena en Aphrodite, die respectievelijk wereldsoevereiniteit, militaire bekwaamheid en aards genot vertegenwoordigen. Zijn keuze voor Aphrodite leidt tot de ondergang van Troje door de andere godinnen (eerste twee functies) te vervreemden.

### India
Ten slotte toont Dumézil aan dat in de Oud-Indische maatschappij de drie lagen vertegenwoordigd zijn door (a) de kaste van de Brahmane, (b) de kaste van de Ksatriya’s; (c) de kaste van de Vaiāya's.  De “kastelozen” vallen buiten dit systeem. Aan de drie lagen beantwoorden reeksen van goden. De hoogste laag van goden omvatte de soevereine goden Mitra en Varuna, die respectievelijk de rationele en juridische aspecten van soevereiniteit vertegenwoordigden (Mitra) en de magisch-religieuze aspecten (Varuna). De tweede laag omvatte krijgergoden zoals Indra, die fysieke kracht en bescherming symboliseerde. De laagste laag omvatte goden zoals de Ashvins en de godin Sarasvati, die gerelateerd waren aan vruchtbaarheid, overvloedige oogsten en menselijk welzijn.
Een vergelijkbaar voorbeeld van een drievoudige indeling werd volgens hem aangetroffen in een bekend Hurritisch verdrag, tussen koning Matiwaza van Mitanni en zijn Hittitische veroveraars. Dumézil merkt op dat de verwijzing naar de heersende klasse van Indo-Europese sprekers als "marya" of "maru" (vergelijkbaar met Indra en Maruts) in het verdrag wijst op de aanwezigheid van op zijn minst de krijgerslaag van Indo-Europese samenlevingen. Ook wordt door hem verwezen naar de Scythische oorsprongsmythe, waarin drie objecten van brandend goud uit de lucht vallen en worden teruggevonden door de jongste zoon, wat overeenkomt met de drie functies.
Wat de sociale organisatie betreft, toonde Dumézil aan dat, met uitzondering van India, de mythologische driedeling veel langer standhield dan de sociale driedeling waarop ze oorspronkelijk lijkt te zijn gebaseerd. Alleen in India 'verhardde' het archaïsche I -E sociale systeem. Dumézils systeem van drie functies en de overeenkomsten tussen Indo-Europese mythologieën wordt beschouwd als een manier om een dieper begrip te krijgen van de gemeenschappelijke culturele en sociale wortels van deze verschillende samenlevingen. Hoewel sommige nuances en complexiteiten bestaan, wordt zijn benadering gebruikt om inzicht te krijgen in de fundamentele patronen en overeenkomsten in de mythologie en samenleving van Indo-Europese culturen.

## Kritiek
Op de theorie van de trifunctionaliteit werd kritiek uitgeoefend, evenals op de sociologische implementatie ervan. Naast Lévi-Strauss uitten nog tal van andere academici hun opinie. Vooral op zijn eerste werk, ‘Le Festin d'immortalité. Étude de mythologie comparée indo-européenne’, en de niet altijd even rigoureuze comparatistische aanpak van Dumézil in dit werk kwam veel kritiek. Hij erkende later zelf de onvolkomenheid van het werk en de fouten die hij destijds gemaakt had.
Daarnaast kreeg hij vaak de kritiek dat hij de etymologie uit het oog verloor of zelfs onterecht links liet liggen. Hij zou de taalkundige elementen hebben verzwegen als er sociologische gelijkenissen optraden. Hij zou verder ook grammaticale fouten hebben gemaakt bij de interpretatie van namen, al wist hij die wel te weerleggen.
Hij kreeg verder ook kritiek van professoren uit de primitivistische traditie. Die vooral vertaalfouten meenden gevonden te hebben. Zijn zoektocht naar een driedeling zou leiden tot formuleringen met een te kleine argumentenbasis en het ontkennen van weerspiegelingen van een 'wijdverbreide' tendens in de populaire literatuur. Ook op zijn taalkundige werk rond de Kaukasische talen kwam de kritiek dat hij enkele fouten en veralgemeningen had gemaakt.
Georges Dumézil zelf stond open voor kritiek, die hij soms pareerde, en hij was zich goed bewust van mogelijke tekortkomingen en lacunes, zoals blijkt uit een interview:
Ik probeer goede filologische netten onder me te hebben, maar als ik die niet heb, doe ik de oefening toch. Ik weet ook dat mijn resultaten kwetsbaar zijn en ik heb niet de illusie dat wat ik heb voorgesteld over twintig of dertig jaar zal blijven zoals het is: we zullen dingen hebben ontdekt die ik niet heb gezien en die misschien belangrijker zullen zijn dan wat ik heb gezien; of anders hebben we interpretatiemiddelen ingebracht waar ik niet aan heb gedacht.

## Politieke controverse
Georges Dumézil kreeg heel wat politieke kritiek, zowel uit linkse als rechtse hoek. Vooral in de jaren 90 kreeg hij vaak te horen een neo-traditionalist te zijn met sympathieën voor het nazisme, vanwege zijn werken over de Germaanse religies. Zijn contacten tijdens zijn schooltijd in de jaren 20, zoals met Pierre Gaxotte en Charles Maurras, die zich later extreem rechts zouden organiseren, werden genoemd. Zelf verklaarde Dumézil echter in 1924 bewust afstand genomen te hebben van beiden, door hun antisemitisme. In de jaren dertig schreef Dumézil een korte periode onder het pseudoniem Georges Marcenay de column over de internationale politiek in Le Jour, een nationalistische krant. Dit bevestigde hij in een interview in 1980, maar benadrukte dat die zowel anticommunistisch als antinazi waren en het gevaar van Hitlers Duitsland  aan de kaak stelden. Zijn motivatie voor het schrijven van artikelen was voornamelijk de financieel moeilijke situatie die hij in de onmiddellijke naoorlogse periode ondervond.
Op hoge leeftijd moest Dumezil zich nog verweren tegen kritiek uit marxistische hoek, dat "hij sympathie zou hebben gehad voor de nazicultuur vanwege dit onderzoek naar de Germanen." Zijn hiërarchische orde van de trifunctionaliteit werd daarbij vaak genoemd. Dumézils werken zouden een voorbeeld zijn geweest voor de bewegingen Action Française en European New Right, maar hij betoogde nooit gesympathiseerd te hebben met de organisaties of ideologieën. Vele vooraanstaande Fransen sprongen toen voor hem in de bres en verklaarden, net als hij zelf, dat er een duidelijk verschil is tussen geschiedkundig onderzoek en aanhanger zijn van een bepaalde cultuur.
- Bibsys: 90204419
- Biblioteca Nacional de Chile: 000042498
- Biblioteca Nacional de España: XX911760
- Bibliothèque nationale de France: cb119010948 (data)
- Catàleg d'autoritats de noms i títols de Catalunya: 981058512224706706
- CiNii: DA01499191
- Gemeinsame Normdatei: 118672681
- International Standard Name Identifier: 0000 0001 2096 338X
- Library of Congress Control Number: n50030551
- Nationale Bibliotheek van Letland: 000138356
- Bibliotheek van het Japanse parlement: 00438373
- Nationale Bibliotheek van Tsjechië: jn19990001909
- Nationale bibliotheek van Australië: 35048856
- Nationale Bibliotheek van Israël: 987007260774805171
- Nationale Bibliotheek van Polen: a0000001186802
- Nationale en Universitaire bibliotheek Zagreb: 000259967
- Nederlandse Thesaurus van Auteursnamen: 068388160
- Réseau des bibliothèques de Suisse occidentale: 02-A003197487
- Istituto Centrale per il Catalogo Unico: CFIV046450
- LIBRIS: 184157
- Système universitaire de documentation: 026843056
- Trove: 811708
- Virtual International Authority File: 68928415
- WorldCat: E39PBJrCcWBJFjcmjfGcft48YP